# Otto Lehmann (Geograph)

Porträt um 1928

Otto Lehmann (* 9. Juni 1884 in Wien; † 12. April 1941 bei Disentis/Mustér, Schweiz) war ein österreichisch-schweizerischer Geograph und Professor. 

## Biographie
Otto Lehmann wuchs in Wien auf. Sein Vater Carl Otto war Kaufmann aus Sachsen, seine Mutter Marie Henriette, geborene Herrmann, stammte aus Bayern. Von 1903 bis 1908 studierte er an der Universität Wien Geographie. Er verbrachte einige Semester an der Universität Leipzig bei Friedrich Ratzel und Ernst Friedrich. In Wien fokussierte er unter Albrecht Penck, Eugen Oberhummer und Eduard Brückner auf Geomorphologie und Historische Geographie. Seine Promotion 1908 verfasste er zu geomorphologischen Studien des Mincio-Quellflusses Sarca di Genova. Anschliessend folgten ein einjähriger Studienaufenthalt in Frankreich und ein Jahr Militärdienst. 
Kurz nach seiner Berufung als Assistent von Brückner an die Universität Wien brach der Erste Weltkrieg aus. Als Offizier der Artillerie war er in Kroatien und in Slawonien im Einsatz. Er verletzte sich bleibend an der rechten Hand, weshalb er 1917 aus der Armee austrat und die Arbeit bei Brückner wieder aufnahm. Die Österreichische Akademie der Wissenschaften beauftragte ihn mit verschiedenen Untersuchungen (Rutschgebiete am Sandling, Grundwasserströme rund um Wien, Höhlen im Tennengebirge), so dass er zum Spezialisten der Karsthydrologie wurde. So schrieb er 1920 seine Habilitation zur Geomorphologie der Adamellogruppe. 1925 wurde er zum ausserordentlichen Professor an der Universität Wien berufen, er war aber oft stellvertretend hauptamtlich tätig. 
Im Sommer 1928 wechselte er an die ETH Zürich, wo er als ordentlicher Professor den Lehrstuhl für Geographie übernahm. Anlehnend an seine Vorgänger Johann Jakob Früh und Fritz Machatschek festigte er den Ruf des Lehrstuhls durch rege wissenschaftliche Publikationen. Die Lehre war damals in diesem Bereich der ETH weniger von Bedeutung, Lehmann hatte aber auch in anderen Studiengängen Fächer wie Meteorologie zu lehren. Aufgrund der Schwerpunkte der ETH konzentrierte er sich dabei auf die Physische Geographie und insbesondere auf die Geomorphologie. Neben vielerlei Untersuchungen beteiligte er sich auch an Frühs Grundlagenwerk Geographie der Schweiz.
In Zürich erhielt er 1938 das Schweizer Bürgerrecht. Otto Lehmann war mit Beatrice Gaßner verheiratet. Das Paar hatte zwei Töchter. Lehmann verstarb im Alter von 56 Jahren während einer Exkursion in den Bergen der Surselva bei Disentis an einem Hirnschlag. Er wurde in Disentis beigesetzt. 

## Werk
Besonders in der Karsthydrologie waren Lehmanns Untersuchungen wegweisend. Er gab zudem der Höhlenforschung bedeutende Impulse. Darüber hinaus mass er auch der «wissenschaftstheoretischen und erkenntnisphilosophischen Grundlegung des Faches Geographie Bedeutung zu» (Hans R. Brunner: Deutsche Biographie), zählt zu den frühesten Verfechtern der Humangeographie.

«Wenn dies auch erst die Zeit offenbaren wird, so darf auf Grund der Arbeiten des Verewigten doch jetzt schon gesagt werden, daß der Einfluß auf die nachfolgende Forschung einmalig und tief ist.»

Aufgrund seines unerwarteten Todes blieben diverse Arbeiten unvollendet, so Publikationen zur allgemeinen Geomorphologie und zur Kulturgeographie Mitteleuropas. 

«Lehmann hat infolge seiner unbarmherzigen Selbstkritik schwer geschrieben. und doch sind vor seiner Züricher Zeit (1928) 53 Publikationen, nachher noch 38 erschienen.»

## Schriften (Auswahl)
- Die Bodenformen der Adamellogruppe und ihre Stellung in der alpinen Morphologie. Wien 1920.
- Länderkunde und - Länderkunde. In: Mitteilungen der Geographischen Gesellschaft. Wien 1929.
- Die Hydrographie des Karstes. Deuticke, Leipzig 1932.
- Der Zerfall der Kausalität und die Geographie. Selbstverlag, Zürich 1937.